# 22-й запасной истребительный авиационный полк
22-й запасной истребительный авиационный полк (22-й зиап) — учебно-боевая воинская часть Военно-воздушных сил (ВВС) Вооружённых Сил РККА, занимавшаяся обучением, переподготовкой и переучиванием лётного состава строевых частей ВВС РККА в период боевых действий во время Великой Отечественной войны, осуществлявшая подготовку маршевых полков и отдельных экипажей на самолётах-истребителях английского и американского производства.

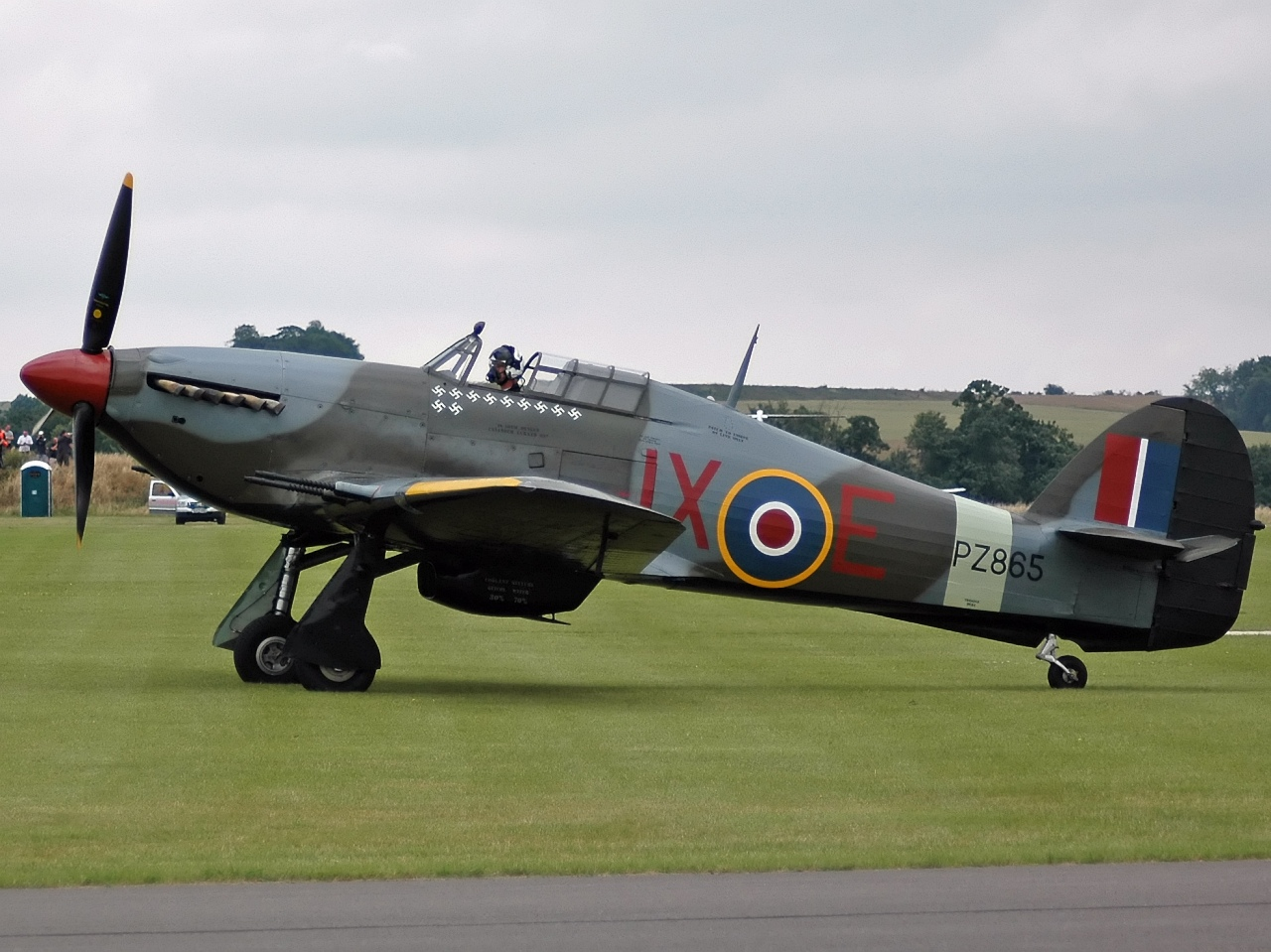
Харрикейн

## Наименования полка

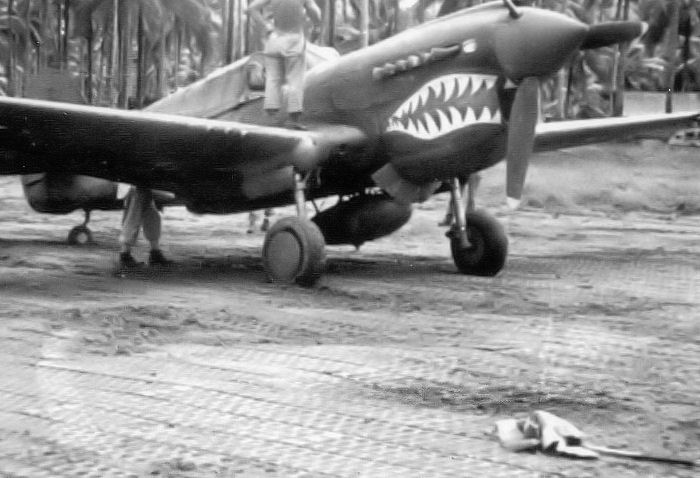
Киттихаук Curtiss P-40

- 22-й запасной истребительный авиационный полк
- 51-й отдельный учебно-тренировочный авиационный полк

## Создание полка
22-й запасной истребительный авиационный полк сформирован 26 сентября 1941 года в ВВС Московского военного округа на аэродроме Кинешма Ивановской области.

## Основное назначение полка
22-й запасной истребительный авиационный полк осуществлял подготовку маршевых полков и отдельных экипажей на самолётах на самолётах английского и американского производства.

## Переформирование и расформирование полка
- 22-й запасной истребительный авиационный полк 30 января 1946 года был переформирован в 51-й отдельный учебно-тренировочный авиационный полк в составе ВВС Московского военного округа[1].
- 51-й отдельный учебно-тренировочный авиационный полк 26 августа 1946 года был расформирован в составе ВВС Московского военного округа[1].

## Командиры полка
- Полковник Шумов И.И.
- Подполковник Родин Фёдор Васильевич
- Майор Бочаров Николай Иванович

## В составе соединений и объединений
| Период        | Округ                    | армия      | бригада                          | примечание                                                            |
| ------------- | ------------------------ | ---------- | -------------------------------- | --------------------------------------------------------------------- |
| 26.09.1941 г. | Московский военный округ | ВВС округа |                                  |                                                                       |
| 15.05.1942 г. | Московский военный округ | ВВС округа | 6-я запасная авиационная бригада |                                                                       |
| 30.01.1946 г. | Московский военный округ | ВВС округа | 6-я запасная авиационная бригада | переформирован в 51-й отдельный учебно-тренировочный авиационный полк |
| 26.08.1946 г. | Московский военный округ | ВВС округа |                                  | расформирован                                                         |

## Подготовка лётчиков
Процесс переучивания лётного состава был типовым: с фронта отводился полк, потерявший большое количество лётного состава, производилось его пополнение до штатных нормативов, лётчики переучивались на новую материальную часть. Полк получал новые самолёты и снова отправлялся на фронт. Таким образом, запасной полк распределял самолёты, поступающие с заводов и с ремонтных баз.
В целях приобретения боевого опыта командно-инструкторский состав запасных авиационных полков направляли в авиационные полки действующей армии.

## Базирование
| Период            | Аэродром                      |
| ----------------- | ----------------------------- |
| 09.1941 — 03.1942 | г. Кинешма Ивановской области |
| 03.1942 — 08.1946 | г. Иваново                    |

## Самолёты на вооружении
| Период      | Самолёты               |
| ----------- | ---------------------- |
| 1942 — 1946 | Bell P-39 Airacobra    |
| 1941 — 1944 | Hawker Hurricane       |
| 1942 — 1946 | Киттихаук Curtiss P-40 |

## Подготовленные полки

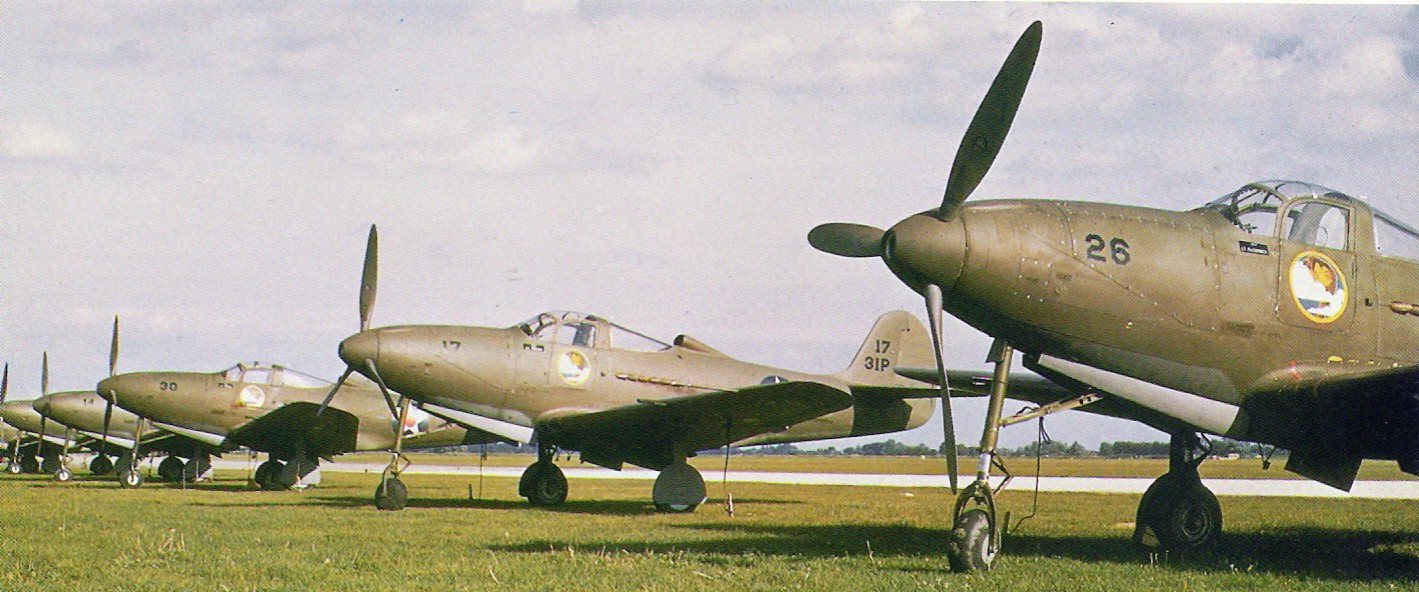
Р-39 Аэрокобра

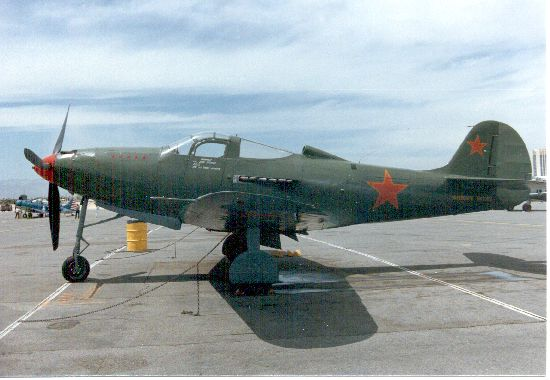
Р-39 Аэрокобра

- 21-й гвардейский истребительный авиационный полк (с 06.1943 г. на Р-39 Аэрокобра)
- 9-й истребительный авиационный полк
- 10-й истребительный авиационный полк
- 27-й истребительный авиационный полк
- 28-й «А» истребительный авиационный полк (08.10.1941 — 07.11.1941, доукомплектован, Харрикейн)
- 38-й истребительный авиационный полк
- 46-й истребительный авиационный полк
- 153-й истребительный авиационный полк
- 191-й истребительный авиационный полк
- 180-й истребительный авиационный полк
- 185-й истребительный авиационный полк
- 238-й истребительный авиационный полк
- 287-й истребительный авиационный полк (10.11.1941 — 06.12.1941, Харрикейн)
- 287-й истребительный авиационный полк (01.06.1942 — 03.07.1942, доукомплектован)
- 295-й истребительный авиационный полк (с 11.07.1942 по 25.09.1942 г., расформирован)
- 436-й истребительный авиационный полк
- 438-й истребительный авиационный полк
- 482-й истребительный авиационный полк
- 485-й истребительный авиационный полк
- 494-й истребительный авиационный полк (с 20.11.1943 по 31.01.1944 г., переформирован)
- 508-й истребительный авиационный полк

Помимо своего основного назначения 22-й запасной полк стал базой для формирования 1-й перегоночной авиационной дивизии ГВФ и 1-го перегоночного авиационного полка ГВФ. 1-й перегоночный авиаполк ГВФ предназначался для перегонки американских самолётов, поставляемых в СССР по ленд-лизу, по Красноярской воздушной трассе.
Входил в состав 1-й пад ГВФ. Базировался в г. Фербенкс на Аляске.
На базе 22-го зиап была формирована легендарная эскадрилья «Нормандия». Эскадрилья была включена в состав 6-й запасной авиабригады 22-го зиап под командованием полковника Шумова. Первый состав группы «Нормандия» прибыл в Иваново на трёх самолётах 29 и 30 ноября 1942 г. 4 декабря приказом командующего ВВС генерала армии Новикова группа «Нормандия» была включена в состав советской авиации в качестве эскадрильи, поставлена на довольствие в соответствии с нормами, установленными в РККА. Пунктом 3 данного приказа эскадрилья «Нормандия» вооружалась самолётами Як-1. Персонал получил форму и зимнюю одежду.
На базе 22-го зиап был сформирован 1-й чехословацкий истребительный авиационный полк, который в начале 1945 года был переформирован в 1-ю Чехословацкую смешанную авиационную дивизию в составе 65 самолётов, командир дивизии полковник Людвиг Будина. Крупное сражение, в котором дивизия приняла участие — сражение за Моравию.
В мае 1943 года в 22-м зиап было закончено формирование 24-й отдельной латышской авиационной эскадрильи. В эскадрильи находилось 132 лётчика-латышей. Эскадрилья проходила обучение по программе боевой подготовки ночной бомбардировочной авиации на самолётах У-2. Командир майор Карлис Кирш. На базе эскадрильи был создан 1-й Латышский бомбардировочный авиационный полк, командир полка — (майор, подполковник) полковник Карлис Кирш.